# Бурата
Бурата (итал. Burrata) је италијански сир од крављег млека (понекад и бивољег млека) направљен од моцареле и павлаке.  Спољно кућиште је од чврстог сира, док унутрашњост садржи згрушану павлаку, дајући му необичну, меку текстуру. То је специјалитет региона Апулија у јужној Италији.

## Производња
Бурата почиње слично као моцарела, са сириштем које се користи за згрушавање топлог млека. Међутим, за разлику од других сирева, свежи зрна моцареле се урањају у врућу сурутку или благо посољену воду, месе и развлаче како би се развиле растегљиве нити, затим обликовано.
Приликом прављења још увек врућ сир се обликује у кесицу, која се затим пуни остацима моцареле и прелива свежом павлаком. Готова бурата се традиционално увија у листове асфодела, везује у чвор сличан бриошу и навлажи сурутком. 
Пошто се бурата не чува добро, препоручљиво је да се употреби одмах док је још свежа. 